# Kumköy, Pehlivanköy
Kumköy là một xã thuộc huyện Pehlivanköy, tỉnh Kırklareli, Thổ Nhĩ Kỳ. Dân số thời điểm năm 2011 là 139 người.